# Адмиралски језици
Адмиралски језици су једна од грана океанских језика, која укључује око 30 језика, међу којима је можда и јапски језик. Језици за које је потврђено да припадају овој групи су у употреби на Адмиралским острвима у Папуа Новој Гвинеји, док јапским језиком говоре становници микронежанског острва државе Јап.

## Класификација
Према Линчу, Кросу и Кроулију (2002), адмиралски језици укључују:
- источноадмиралски језици:
  - мануски;
  - југоисточноадмиралски: балуанско-памски, ленкаујски , лоуски, наунајски, пенчалски;
- западноадмиралски језици:
  - северноканиетски и јужноканиетски (†);
  - сејматски;
  - вувулујско-ауајски (као два језика).

Адмиралским језицима можда припада и јапски језик, који је тешко класификовати.